# Baždarni bozoni
Baždarni bozoni su bozoni koji djeluju kao prijenosnici temeljnih međudjelovanja, što se detaljnije može opisati tako da elementarne čestice čija međudjelovanja opisuje baždarna teorija jedne na drugu djeluju silom tako da između sebe razmijenjuju baždarne bozone, obično u obliku virtualnih čestica.
Baždarna čestica, kvant polja, posrednička čestica, prijenosnik međudjelovanja (eng. gauge particle, fra. boson de jauge) je elementarna čestica koja je posrednik osnovnoga međudjelovanja. Pripada bozonima. Spada u materiju ali ne spada u tvar.
U standardnom modelu poznate su tri vrste baždarnih bozona: fotoni, W i Z bozoni, te gluoni. Svaki su od njih odgovorni za jedno međudjelovanje: fotoni su baždarni bozoni elektromagnetske sile, W i Z bozoni prenose slabu nuklearnu silu, a gluoni jaku nuklearnu silu.
Za gravitaciju se također pretpostavlja da bi se mogla prenositi hipotetskim baždarnim bozonom koji je nazvan graviton.
| Bozon    | Oznaka | Antičestica | Električni naboj Q/e | Spin | Masa (MeV/c2) |
| -------- | ------ | ----------- | -------------------- | ---- | ------------- |
| foton    | γ      | sam sebi    | 0                    | 1    | 0             |
| W-bozon  | W-     | W+          | -1                   | 1    | 80,38         |
| Z-bozon  | Z      | sam sebi    | 0                    | 1    | 91,19         |
| gluon    | g      | sam sebi    | 0                    | 1    | 0             |
| graviton | G      | sam sebi    | 0                    | 2    | 0             |

## Objašnjenje
Prema standardnom modelu, s obzirom na vrijednost spina, sve elementarne čestice dijele se u dvije velike grupe: fermione i bozone. U fermione spadaju elementarne čestice koje izgrađuju svu poznatu materiju (tvar) u svemiru, dok u bozone spadaju elementarne čestice koje se nazivaju baždarni bozoni. To su bozoni koji nemaju unutarnju strukturu, u potpunosti su elementarni i definiraju se kao čestice prijenosnici 3 temeljne sile prirode (jaka nuklearna sila, slaba nuklearna sila i elektromagnetska sila), ne računajući gravitaciju. 
Trenutno u standardnom modelu postoje 4 vrste baždarnih bozona: gluon, foton, Z i W bozon. Ove čestice vrše sva međudjelovanja između čestica materije i poneke između samih sebe, pri čemu je svaka od njih odgovorna za jedno temeljno međudjelovanje. Najpoznatiji bozon je foton, prijenosnik elektromagnetske sile koja je odgovorna za pojavu električne struje, magnetizma i svjetlosti. W i Z bozon su prijenosnici slabe nuklearne sile, a gluon jake nuklearne sile koja vezuje kvarkove u hadrone (protone, neutrone, …). 
Iako jedna od temeljnih sila prirode, gravitacija nije dio standardnog modela. Znanstvenici još nisu sigurni kako je moguće ovu silu usuglasiti s kvantnom teorijom standardnog modela. Postoje pretpostavke da bi se ovaj problem gravitacije možda mogao riješiti postojanjem, zasad još uvijek, hipotetskim baždarnim bozonom nazvanim graviton.
Dakle, elementarne čestice međudjeluju jedna s drugom razmjenjujući baždarne bozone. Međudjelovanja elementarnih čestica slikovito možemo prikazati Feynmanovim dijagramima, grafičkim prikazom matematičkih izraza koji određuju ponašanje elementarnih čestica. Slika daje primjer Feynmanova dijagrama za međudjelovanje dva elektrona. Međudjelovanja čestica mogu biti vrlo složena i teška za razumjeti, stoga Feynmanovi dijagrami omogućavaju jednostavni prikaz onog što bi inače bila složena i apstraktna jednadžba. 
U Feynmanovom dijagramu putanje čestica predstavljene su linijama koje mogu biti zakrivljene ili pravocrtne, sa strelicom ili bez, ovisno i vrsti čestica. Točka u kojoj se linije povezuju s drugim linijama dijagrama naziva se tjemenom međudjelovanja, i to je točka u kojoj se čestice susreću i međusobno međudjeluju razmjenjujući baždarne bozone. Postoje 3 različite vrste linija: unutarnje linije koje povezuju dva tjemena, dolazne linije koje se protežu iz "prošlosti" do tjemena i predstavljaju početno stanje, te odlazne linije koje se protežu od tjemena do budućnosti i predstavljaju konačno stanje. Ponekad donji dio dijagram predstavlja prošlost, a gornji budućnost, a ponekad je prošlost s lijeve strane, a budućnost s desne strane dijagrama.